# Индиговая змея
Индиговая змея, или индиговый уж (лат. Drymarchon corais) — вид змей семейства ужеобразных.

## Описание
Длина тела достигает от 95 до 280 см. Окраска тела пурпурно-чёрного цвета, переливается на солнечном свете. Змея имеет небольшое количество яда, безвредного для людей, но опасного для мелких млекопитающих и птиц.

## Образ жизни
Рацион змеи состоит из птиц, мелких млекопитающих, черепах, земноводных, ящериц, иногда поедает яйца, мелких ядовитых змей и тому подобное. Обычно душит свою добычу, сильно прижав её к земле.

## Размножение
В сезон дождей самка откладывает 4—15 яиц.

## Распространение
Змея встречается в Центральной и Южной Америке. Вид широко распространён от Южной Мексики до Боливии и Парагвая на высоте до 1750 метров над уровнем моря.